# Remigius von Rouen

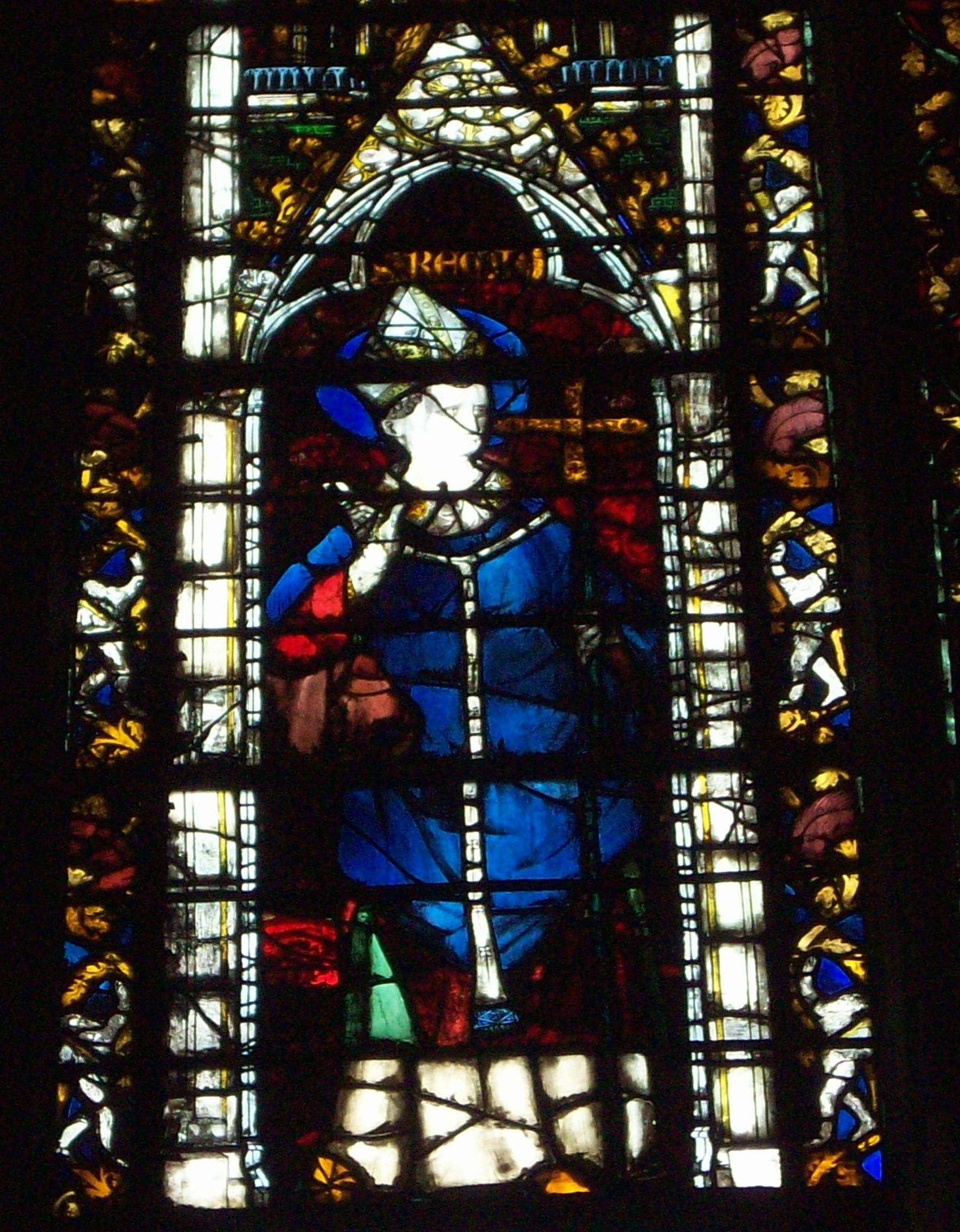
Remigius von Rouen

Remigius von Rouen († 771) war ein unehelicher Sohn Karl Martells von einer unbekannten Frau.
Der Mönch Adrevald von Fleury berichtet in seiner kurz nach 867 geschriebenen Miracula Sancti Benedicti, Pippin der Jüngere habe seinen Halbbruder Remigius im Jahr 750/751 damit beauftragt, die Reliquien des heiligen Benedikt von Nursia zurück in die Abtei Montecassino zu bringen. Im Jahr 755 wurde er zum Bischof von Rouen ernannt, was er bis 771 blieb. Im Jahr 760 wurde er zum Langobardenkönig Desiderius und zum Papst Paul gesandt. Bei seiner Rückkehr hatte er Simeo im Gefolge, einen der Leiter der römischen Kirchensängerschule, den er mit der Ausbildung seiner Mönche beauftragte. Als Simeo aber wieder nach Rom zurückgerufen wurde, musste er seine Mönche hinterherschicken, damit sie ihre Ausbildung auch abschließen konnten. Der letzte bezeugte Auftritt des Bischofs Remigius fand auf der Synode von Attigny im Jahr 762 statt, die zum Gebetsbund von Attigny führte.
Die Annales Mosellani berichten vom Tod von Remigius et Bernehardus im Jahr 787. Die Angabe wird bezüglich Remigius’ als Irrtum angesehen, das Jahr 771 als Jahr von Remigius’ Tod betrachtet.